# Sitinjak (Angkola Barat)
Sitinjak is een bestuurslaag in het regentschap Tapanuli Selatan van de provincie Noord-Sumatra, Indonesië. Sitinjak telt 3991 inwoners (volkstelling 2010).